# Fernando Mantelli
Fernando Mantelli (Porto Alegre, 6 de abril de 1964) é um escritor, professor, cineasta e ator brasileiro. É o mais prolífico cineasta dos gêneros fantásticos no estado do Rio Grande do Sul, trabalhando com ficção científica, fantasia e horror.

## Biografia
Nascido em Porto Alegre em 6 de abril de 1964, formou-se em Publicidade e Propaganda pela Pontifícia Universidade Católica do Rio Grande do Sul em 1989. Concluiu especialização em Cinema pela Universidade do Vale do Rio dos Sinos em 2011, e obteve o mestrado em Escrita Criativa pela PUCRS em 2018.
Estreou no cinema em 1984 com o filme em super-8 O arco-íris mágico, de 1984, no gênero fantasia, em parceria com Chico Dias. Sua primeira incursão no gênero horror foi em 1988, com Teleprisão. Dirigiu diversos outros filmes, mas depois de lançar A próxima geração em 1994 se afastou por muitos anos das atividades culturais, iniciando uma fase de reavaliação de sua vida e objetivos.
Retornou em 2000 com a publicação do livro de contos Feliz fim do mundo, que recebeu o Prêmio Açorianos. No cinema seu retornou ocorreu em 2004 com o filme Sintomas, sendo em seguida contratado para lecionar cinema na Unisinos. Foi colaborador da série Histórias extraordinárias, realizada pela RBS TV, dirigindo A lenda do tesouro de Itapuã (2005), O canibal de Erechim (2006), O desvio (2007) e Maria bugra (2007). Participou do Festival de Gramado em 2009 com o curta Quiropterofobia, e em 2010 com Limbo, atuando como ator e assinando a direção, maquiagem, luz, câmera e música. Sua atuação lhe valeu o prêmio de Melhor Ator do Júri Popular. Limbo também inaugurou a série Curta TVE da Televisão Educativa do estado do Rio Grande do Sul. Seu primeiro longa metragem foi Mar inquieto, estreado no Festival de Cinema Fantástico de Porto Alegre em 2016. Realizou em sua carreira 21 filmes entre curtas, médias e longa-metragens para televisão e cinema. Foi roteirista de A Casa Tomada, de Luis Cabrera.
A crítica Laura Cánepa o incluiu no grupo de cineastas que se destacaram no Brasil a partir da década de 2000 trabalhando com o cinema de horror, num momento em que crescia o impacto do cinema de curta metragem: "Com eles, teve início um movimento que atua muitas vezes de maneira independente do apoio oficial, com cineastas colaborando entre si, e que tem tido impacto nos festivais, possibilitando o intercâmbio com outros cineastas latino-americanos dedicados ao gênero". Sintomas foi destacado na cinematografia do horror no Rio Grande do sul por Fatimarlei Lunardelli, vice-presidente da Associação de Críticos de Cinema do RS. A obra foi incluída pelo curador Marcelo Miranda na mostra Medo e Delírio no Cinema Brasileiro Contemporâneo, apresentada em 2020 no Palácio das Artes, organizada com o objetivo de levar ao público o melhor do cinema brasileiro de terror dos últimos 20 anos.
Para o pesquisador Rodrigo Nunes, Mantelli é "um nome fundamental para a compreensão do cinema de cunho fantástico realizado mais ao sul do Brasil. [...] Fernando Mantelli construiu um trabalho sólido, diverso e interessante, que merece ser mais conhecido", destacando em sua filmografia A próxima geração: "Talvez seja o melhor filme de Fernando Mantelli. Aqui ele demonstra pleno domínio da técnica cinematográfica. O roteiro é bom, a direção é segura, os atores fornecem boas interpretações. Visualmente, a obra é muito bonita, com eficiente uso de fatores como iluminação e enquadramentos". "A próxima geração é um dos mais elogiados filmes gaúchos de ficção científica".
Na literatura publicou também Raiva nos raios de sol (contos, 2007) e Confissões perdidas (romance, 2022).